# Rabot (monument)

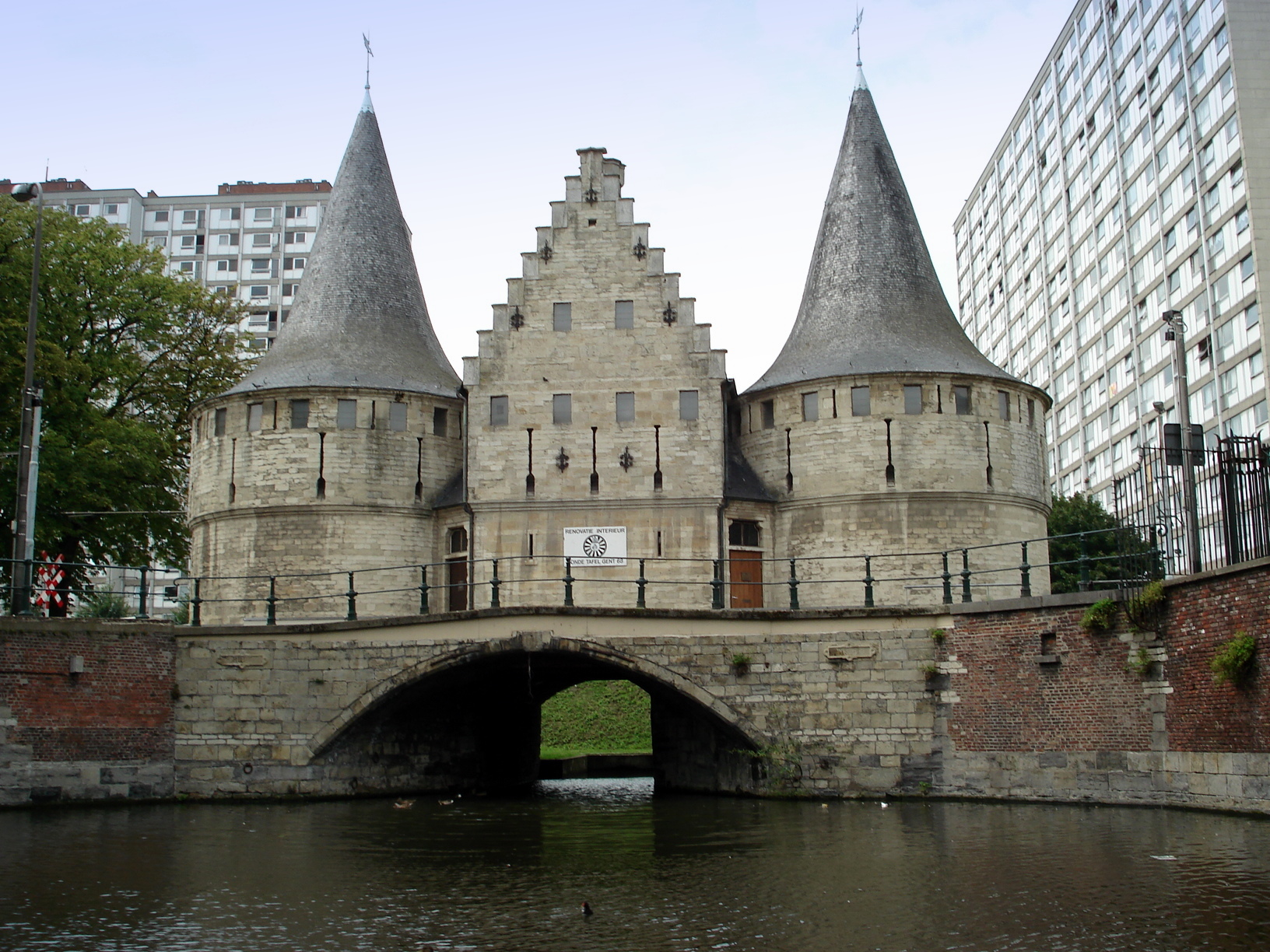
Het Rabot met op de achtergrond de drie (ondertussen gesloopte) appartementsblokken

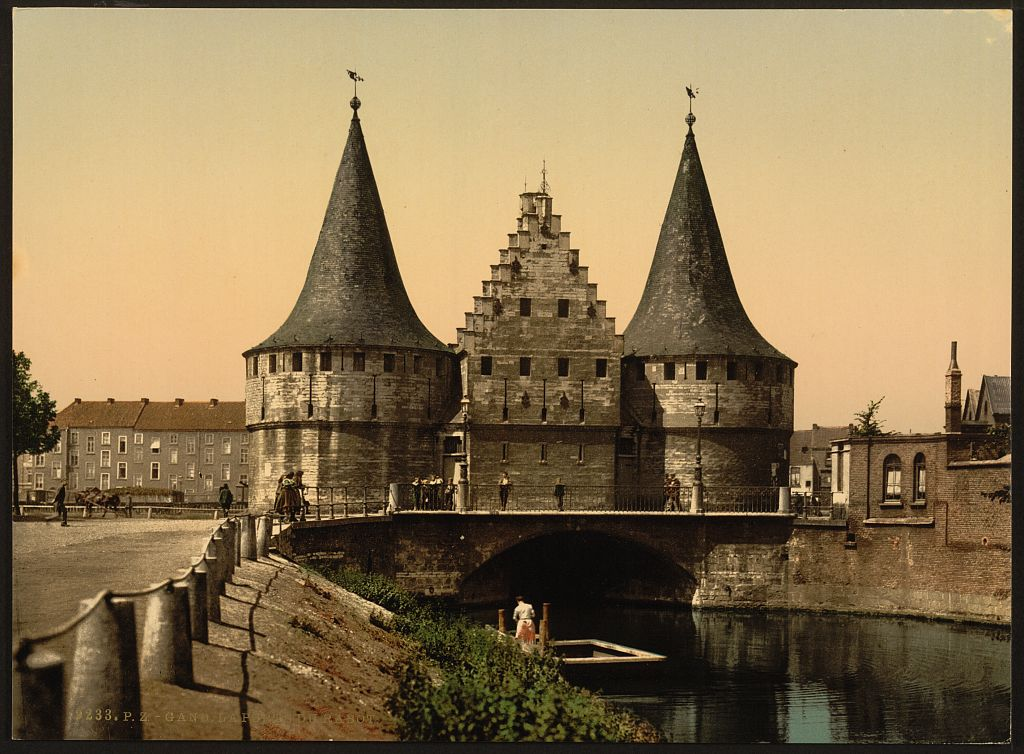
Het Rabot in vroegere tijden (eind 19e eeuw)

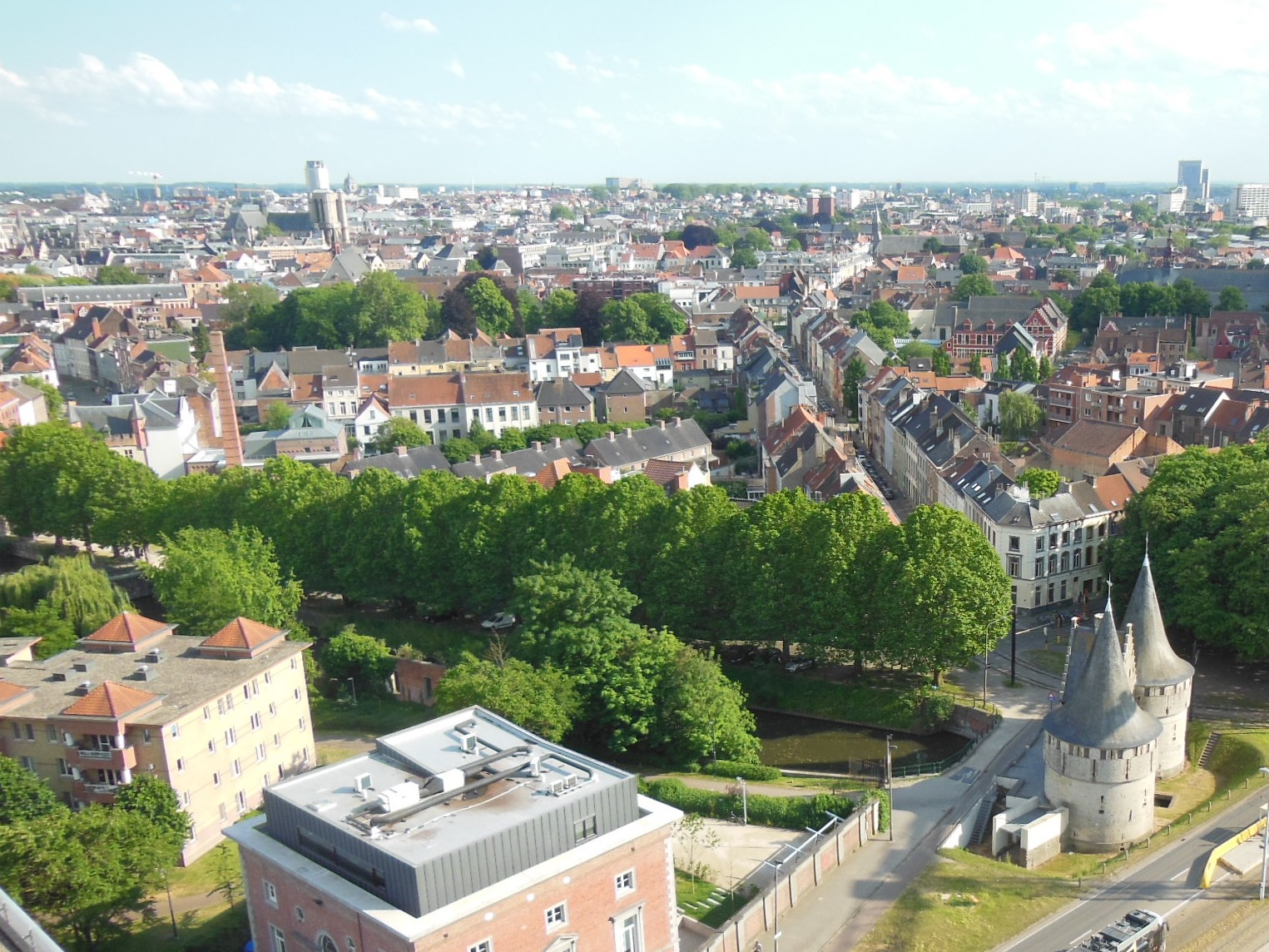
Foto genomen vanaf de 17de verdieping van de Rabottoren, die in 2019 werd gesloopt

Het Rabot is een monument in Gent en ook de naam van de wijk waar dit monument gelegen is. Op de plaats van het gebouw bevond zich vroeger een rabot, maar de naam Rabot is in de loop der jaren overgedragen op de torens ter verdediging van deze waterbouwkundige constructie.

## Geschiedenis
Tijdens de Vlaamse Opstand tegen Maximiliaan kwamen Habsburgse troepen in 1488 Gent belegeren, maar moesten na 40 dagen afdruipen. Op de plaats waar ze gelegerd waren bouwden de Gentenaren als triomf twee monumentale torens op het bestaande rabot in het kanaal de Lieve. In 1491 was de bouw van het Rabot rond: een versterkte sluis op de kruising van de Lieve met de stadsgracht. De Lieve gaf op haar beurt de verbinding met het – nog niet verzande – Zwin en verder met de zee. Na de overwinning van Maximiliaan in 1492 beval hij dat de Gentenaren de rabottorens als straf moesten afbreken en met de stenen een dwangburcht bouwen in het Prinsenhof. Ze weigerden dit en wisten de straf te heronderhandelen tot een zware boete.
In 1860 werd de bakstenen vleugel – richting stad – afgebroken. In 1872 werd de rijweg verhoogd en de Lieve afgesloten omdat het kanaal Gent-Brugge en het kanaal Gent-Terneuzen een betere uitwegen boden naar zee.
In de onmiddellijke omgeving van het Rabot werden in de jaren 1970 drie grote appartementsblokken gebouwd zonder rekening te houden met de draagkracht van de buurt. Het monument werd als het ware ingesloten. In 2021 werd de laatste van deze torens afgebroken. Ze worden vervangen door acht lagere gebouwen.